# Fagpakke
En fagpakke er en betegnelse, som anvendes af fakulteter på universiteter og andre højere uddannelsesinstitutioner. Betegnelsen dækker over en række fag indenfor et givent fagområde svarende til 30 ECTS-point. Fagpakker adskiller sig fra almindelig undervisning indenfor en studerendes studieretning, idet fagene i fagpakken ligger udenfor den studerendes studieretning. Formålet med fagpakker er at udvide de kompetencer, som uddannelsen giver den studerende.

## Eksternt link
- Naturvidenskabeligt Fakultet ved Aarhus Universitets hjemmeside om fagpakker (Webside ikke længere tilgængelig)

| Skole | Spire Denne artikel om en skole, en uddannelsesinstitution eller uddannelse er en spire som bør udbygges. Du er velkommen til at hjælpe Wikipedia ved at udvide den. |